# Geuzenveld-Slotermeer
Geuzenveld-Slotermeer was van 1990 tot 2010 een stadsdeel van de gemeente Amsterdam in de Nederlandse provincie Noord-Holland. Per 1 mei 2010 is het opgegaan in het nieuwe stadsdeel Amsterdam Nieuw-West. Het stadsdeel telde (in 2003) 40.605 inwoners en heeft een oppervlakte van 10,05 km².

## Geschiedenis
Het stadsdeel werd ingesteld in 1990. Sinds 2001 zijn er grote werkzaamheden in uitvoering in het kader van de 'stedelijke vernieuwing'. Hiervoor is een plan gemaakt: 'Richting Parkstad 2015'. Vele duizenden woningen worden gesloopt en vervangen door nieuwbouw, waarbij tevens een deel van de oorspronkelijke opzet verloren gaat.
In maart 2007 werd Nieuw-West aangewezen als een probleemwijk (zie: De 40 wijken van Vogelaar), waardoor zij extra aandacht en geld zullen ontvangen.
Uiteindelijk zijn de volgende buurten door de gemeente Amsterdam aangewezen: Slotermeer-Noordoost, Slotermeer-Zuidwest, Geuzenveld, Osdorp Midden, Kolenkit, Slotervaart.

## Buurten en wijken in voormalig Stadsdeel Geuzenveld-Slotermeer
- Spieringhorn
- Slotermeer-Noordoost
- Slotermeer-Zuidwest
- Geuzenveld
- Eendracht

## Stadsdeelraad Geuzenveld-Slotermeer
De deelraad telde 21 zetels. Deze waren voor de raadsperiode 2006-2010 als volgt verdeeld:
- PvdA 13 zetels
- GroenLinks 3 zetels
- VVD 2 zetels
- Leefbaar Slotermeer/Geuzenveld 2 zetels
- CDA 1 zetels